# Zaona
Genre
Zaona est un genre de pseudoscorpions de la famille des Chernetidae.

## Distribution
Les espèces de ce genre se rencontrent aux États-Unis et au Brésil.

## Liste des espèces
Selon Pseudoscorpions of the World (version 3.0) :
- Zaona biseriatum (Banks, 1895)
- Zaona cavicola Mahnert, 2001

## Publication originale
- Chamberlin, 1925 : On a collection of pseudoscorpions from the stomach contents of toads. University of California Publications in Entomology, vol. 3, p. 327-332.